# 1724
1724 (MDCCXXIV) byl rok, který dle gregoriánského kalendáře započal sobotou.

## Události
- 15. ledna – Španělský král Filip V. postoupil trůn svému synovi Ludvíku I. Ten vládl necelých osm měsíců a po jeho smrti se na trůn vrátil Filip V.
- 29. května – Byl zvolen papež Benedikt XIII.
- 16. července – Toruňský tumult: Při potyčkách mezi protestanty a katolíky byla v Toruni zničena místní jezuitská kolej.
- 24. září – Ve Francii byla založena Pařížská burza.
- Kamar-ud-dín Chán, někdejší místokrál zastupující mughalského sultána v Dekánu, porazil Mubaríze Chána a definitivně tak potvrdil svoji nezávislost na Mughalech. Založil Ásafijské království, pozdější stát Hajdarábád.

### Probíhající události
- 1718–1730 – Tulipánová éra

## Vědy a umění
- Newcomenův parní stroj byl instalován v Nové Bani na Slovensku.
- 7. dubna (na Velký pátek) – premiéra Janových pašijí Johanna Sebastiana Bacha v kostele sv. Mikuláše v Lipsku

## Narození

### Česko
- 7. března – Josef Benda, houslista a skladatel († 22. února 1804)
- 25. března – Adam František z Hartigu, diplomat († 15. listopadu 1783)
- 27. března – Bohumír Bylanský, poslední opat kláštera v Zlaté Koruně († 21. července 1788)
- 14. června – Jan Křtitel Antonín Boháč, lékař a přírodovědec († 16. října 1768)
- 24. srpna – Jan Michael Scherhauf, barokní sochař († 3. ledna 1792)
- 1. prosince – Dismas Hataš, houslista a skladatel († 13. října 1777)
- 13. prosince – Jan Adam Gallina, hudební skladatel († 5. ledna 1773)
- 31. prosince – Jan Lohelius Oehlschlägel, varhaník a hudební skladatel († 22. února 1768)
- neznámé datum
  - Sanctus Černý, řádový hudební skladatel († 26. listopadu 1775)
  - František Xaver Palko, malíř († 1767)
  - Ludvík Ignác Müller, malíř a sochař období pozdního baroka († 1769)

### Svět

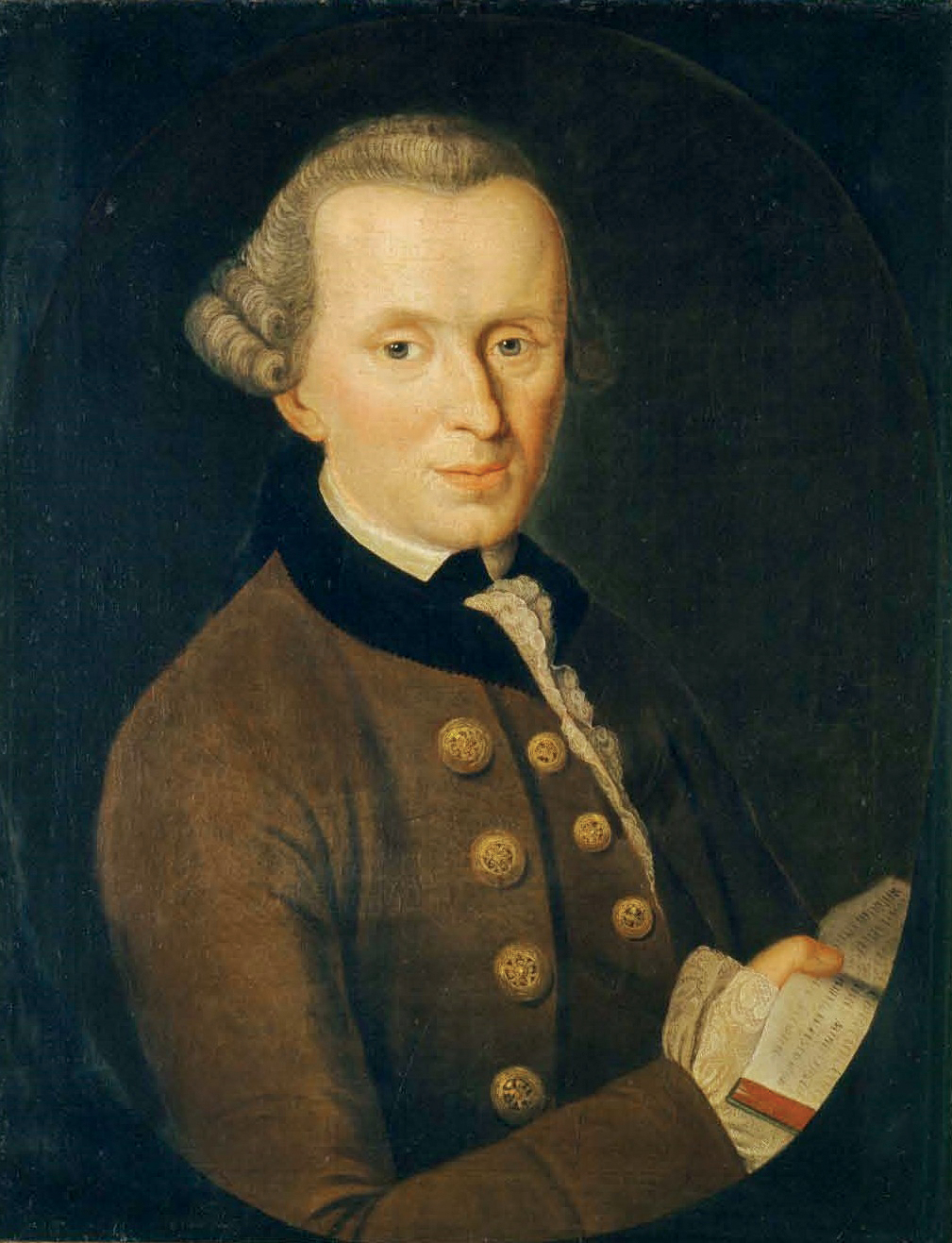
Immanuel Kant (* 22. dubna)

- 6. ledna – Johann Ignaz Felbiger, slezský pedagog, opat a školský reformátor († 17. května 1788)
- 15. února – Petr Biron, kuronský a semgalský kníže († 13. ledna 1800)
- 22. dubna – Immanuel Kant, německý filozof († 12. února 1804)
- 7. května – Dagobert Sigmund von Wurmser, rakouský polní maršál († 22. srpna 1797)
- 7. června – Franz Anton Maulbertsch, rakouský malíř a rytec († 8. srpna 1796)
- 8. června – John Smeaton, britský stavební inženýr a vědec († 28. října 1792)
- 2. července – Friedrich Gottlieb Klopstock, německý básník a jazykovědec († 14. března 1803)
- 8. července – Jan Nepomuk Karel z Lichtenštejna, lichtenštejnský kníže († 22. prosince 1748)
- 25. srpna – George Stubbs, britský malíř a vědec († 10. července 1806)
- 11. září – Johann Bernhard Basedow, německý pedagog († 25. července 1790)
- 24. listopadu – Marie Amálie Saská, španělská, neapolská a sicilská královna († 27. září 1760)
- 7. prosince – Luisa Hannoverská, britská princezna a dánská královna († 19. prosince 1751)
- 11. prosince – Karel Teodor Falcký, falcký kurfiřt a bavorský vévoda († 16. ledna 1799)
- 12. prosince – Samuel Hood, britský admirál († 27. ledna 1816)
- 25. prosince – John Michell, britský filozof a geolog († 29. dubna 1793)
- neznámé datum – Ivazzade Halil Paša, osmanský velkovezír († 1777)

## Úmrtí

### Česko
- 6. května – Beda Muck, hudební skladatel

### Svět
- 4. března – Eleonora Juliana Braniborsko-Ansbašská, württembersko-winnentalská vévodkyně (* 23. října 1663)
- 7. března – Inocenc XIII., papež (* 13. května 1655)
- 7. dubna – Robert Allason, anglický obchodník, zakladatel manufaktury v Rumburku
- 21. května – Antonio Salvi, italský lékař, dvorní básník a operní libretista (* 17. ledna 1664)
- 1. července – Johann Baptist Homann, německý kartograf (* 20. března 1664)
- 31. srpna – Ludvík I. Španělský, španělský král z rodu Bourbonů (* 25. srpna 1707)
- 22. listopadu – Čikamacu Monzaemon, japonský dramatik (* 1653)
- neznámé datum – Edward Low, anglický pirát (* 1690)

## Hlavy států

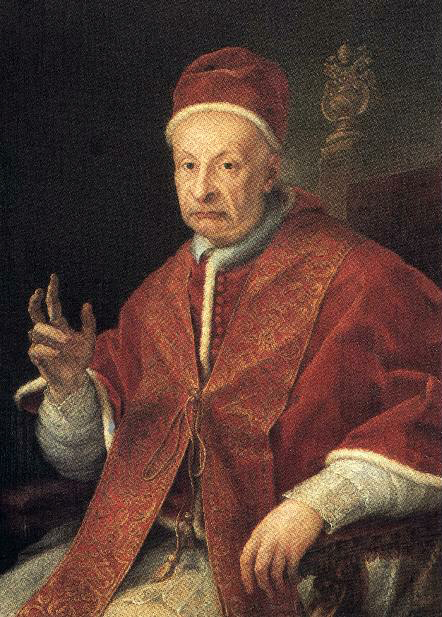
Papežem se stal Benedikt XIII.

- Dánsko-Norsko – Frederik IV. (1699–1730)
- Francie – Ludvík XV. (1715–1774)
- Habsburská monarchie – Karel VI. (1711–1740)
- Osmanská říše – Ahmed III. (1703–1730)
- Polsko – August II. (1709–1733)
- Portugalsko – Jan V. (1706–1750)
- Prusko – Fridrich Vilém I. (1713–1740)
- Rusko – Petr I. (1682–1725)
- Španělsko – Filip V. (1700–1724) / Ludvík I. (1724) / Filip V. (1724–1746)
- Švédsko – Frederik I. (1720–1751)
- Velká Británie – Jiří I. (1714–1727)
- Papež – Inocenc XIII. (1721–1724) / Benedikt XIII. (1724–1730)
- Japonsko – Nakamikado (1709–1735)
- Perská říše – Tahmásp II. (1722–1732)